# Painted Hills (Indiana)
Painted Hills es un lugar designado por el censo ubicado en el condado de Morgan en el estado estadounidense de Indiana. En el Censo de 2010 tenía una población de 677 habitantes y una densidad poblacional de 133,91 personas por km².

## Geografía
Painted Hills se encuentra ubicado en las coordenadas 39°23′53″N 86°20′53″O / 39.39806, -86.34806. Según la Oficina del Censo de los Estados Unidos, Painted Hills tiene una superficie total de 5.06 km², de la cual 4.48 km² corresponden a tierra firme y (11.37 %) 0.57 km² es agua.

## Demografía
Según el censo de 2010, había 677 personas residiendo en Painted Hills. La densidad de población era de 133,91 hab./km². De los 677 habitantes, Painted Hills estaba compuesto por el 98.38 % blancos, el 0.15 % eran afroamericanos, el 0 % eran amerindios, el 0.15 % eran asiáticos, el 0 % eran isleños del Pacífico, el 0.89 % eran de otras razas y el 0.44 % pertenecían a dos o más razas. Del total de la población el 1.62 % eran hispanos o latinos de cualquier raza.